# أوليفر سميث (لاعب كريكت)
أوليفر سميث (29 أكتوبر 1967 في المملكة المتحدة - ) (بالإنجليزية: Oliver Smith)‏ هو لاعب كريكت بريطاني. لعب مع نادي مقاطعة غلوستر للكريكت ‏.

## وصلات خارجية
- أوليفر سميث على موقع إي آس بي آن كريك إنفو (الإنجليزية)